# فرهنگ لینربندکرامیک
فرهنگ لینربندکرامیک (آلمانی: Linearbandkeramik culture) یا فرهنگ سفالکاری خط راست (به انگلیسی: Linear Pottery culture) یک افق باستان شناختی در اروپای دوران نوسنگی است که بین سالهای ۵۵۰۰ و ۴۵۰۰ پ.م. در اوج شکوفایی خود بود.
تمرکز این فرهنگ در دانوب میانی، البهٔ علیا و میانی، و راین بالا و میانی بود. این فرهنگ نمایندهٔ رویدادی بزرگ در گسترش اولیهٔ کشاورزی در اروپا بود. سفال‌هایی که وجه تسمیهٔ این فرهنگ هستند شامل جام‌ها، کاسه‌ها، کوزه‌ها، و پارچ‌های سادهٔ بدون دسته می‌شدند.
محوطه‌های مهم این فرهنگ عبارتند از نیترا در اسلواکی; Bylany در جمهوری چک; Langweiler و تسویکا در آلمان; برون ام گبیرگه در اتریش; Elsloo, سیتارد، لیندنتال (کلن), الدینهاوین، فلومبورن، و Rixheim در راین؛ Lautereck و Hienheim در دانوب علیا، و Rössen و Sonderhausen در البهٔ میانی.